# Nagroda Gildii Aktorów Ekranowych za wybitny występ aktorki w roli drugoplanowej
Nagroda Gildii Aktorów Ekranowych za wybitny występ aktorki w roli drugoplanowej jest jedną z nagród przyznawanych aktorkom, pracującym w przemyśle filmowym, przez Gildię Aktorów Ekranowych od 1995 roku.

## Laureaci i nominowani

### 1994–99
- 1994 Dianne Wiest − Strzały na Broadwayu
  - Jamie Lee Curtis − Prawdziwe kłamstwa
  - Sally Field − Forrest Gump
  - Uma Thurman − Pulp Fiction
  - Robin Wright Penn − Forrest Gump

- 1995 Kate Winslet − Rozważna i romantyczna
  - Stockard Channing − Dym
  - Anjelica Huston − Obsesja
  - Mira Sorvino − Jej wysokość Afrodyta
  - Mare Winningham − Georgia

- 1996 Lauren Bacall − Miłość ma dwie twarze
  - Juliette Binoche − Angielski pacjent 
  - Marisa Tomei − Odmienić los
  - Gwen Verdon − Pokój Marvina
  - Renée Zellweger − Jerry Maguire

- 1997 Kim Basinger − Tajemnice Los Angeles i Gloria Stuart − Titanic
  - Minnie Driver − Buntownik z wyboru
  - Alison Elliott − Miłość i śmierć w Wenecji
  - Julianne Moore − Boogie Nights

- 1998 Kathy Bates − Barwy kampanii
  - Brenda Blethyn − O mały głos
  - Judi Dench − Zakochany Szekspir
  - Rachel Griffiths − Hilary i Jackie
  - Lynn Redgrave − Bogowie i potwory

- 1999 Angelina Jolie − Przerwana lekcja muzyki
  - Cameron Diaz − Być jak John Malkovich
  - Catherine Keener − Być jak John Malkovich
  - Julianne Moore − Magnolia
  - Chloë Sevigny − Nie czas na łzy

### 2000–2009
- 2000 Judi Dench − Czekolada
  - Kate Hudson − U progu sławy
  - Frances McDormand − U progu sławy
  - Julie Walters − Billy Elliot
  - Kate Winslet − Zatrute pióro

- 2001 Helen Mirren − Gosford Park
  - Cate Blanchett − Włamanie na śniadanie
  - Judi Dench − Kroniki portowe
  - Cameron Diaz − Vanilla Sky
  - Dakota Fanning − Jestem Sam

- 2002 Catherine Zeta-Jones − Chicago
  - Kathy Bates − Schmidt
  - Julianne Moore − Godziny
  - Michelle Pfeiffer − Biały oleander
  - Queen Latifah − Chicago

- 2003 Renée Zellweger − Wzgórze nadziei
  - Maria Bello − Cooler
  - Keisha Castle-Hughes − Jeździec wielorybów
  - Patricia Clarkson − Wizyta u April
  - Holly Hunter − Trzynastka

- 2004 Cate Blanchett – Aviator
  - Cloris Leachman – Trudne słówka
  - Laura Linney – Kinsey
  - Virginia Madsen – Bezdroża
  - Sophie Okonedo – Hotel Ruanda

- 2005 Rachel Weisz – Wierny ogrodnik
  - Amy Adams – Świetlik
  - Catherine Keener – Capote
  - Frances McDormand – Daleka północ
  - Michelle Williams – Tajemnica Brokeback Mountain

- 2006 Jennifer Hudson − Dreamgirls
  - Adriana Barraza −  Babel
  - Cate Blanchett − Notatki o skandalu
  - Abigail Breslin − Mała miss
  - Rinko Kikuchi − Babel

- 2007 Ruby Dee − Amerykański gangster
  - Cate Blanchett − I’m Not There. Gdzie indziej jestem
  - Catherine Keener − Wszystko za życie
  - Amy Ryan − Gdzie jesteś, Amando?
  - Tilda Swinton − Michael Clayton

- 2008 Kate Winslet − Lektor
  - Amy Adams − Wątpliwość
  - Penélope Cruz − Vicky Cristina Barcelona
  - Viola Davis − Wątpliwość
  - Taraji P. Henson − Ciekawy przypadek Benjamina Buttona

- 2009 Mo’Nique – Hej, skarbie
  - Penélope Cruz – Dziewięć
  - Vera Farmiga – W chmurach
  - Anna Kendrick – W chmurach
  - Diane Kruger – Bękarty wojny

### 2010−19
- 2010 Melissa Leo – Fighter
  - Amy Adams – Fighter
  - Helena Bonham Carter – Jak zostać królem
  - Mila Kunis – Czarny łabędź
  - Hailee Steinfeld – Prawdziwe męstwo

- 2011 Octavia Spencer – Służące
  - Bérénice Bejo – Artysta
  - Jessica Chastain – Służące
  - Melissa McCarthy – Druhny
  - Janet McTeer – Albert Nobbs

- 2012 Anne Hathaway – Les Misérables. Nędznicy
  - Sally Field – Lincoln
  - Helen Hunt – Sesje
  - Nicole Kidman – Pokusa
  - Maggie Smith – Hotel Marigold

- 2013 Lupita Nyong’o – Zniewolony
  - Jennifer Lawrence – American Hustle
  - Julia Roberts – Sierpień w hrabstwie Osage
  - June Squibb – Nebraska
  - Oprah Winfrey – Kamerdyner

- 2014 Patricia Arquette – Boyhood
  - Keira Knightley – Gra tajemnic
  - Emma Stone – Birdman
  - Meryl Streep – Tajemnice lasu
  - Naomi Watts – Mów mi Vincent

- 2015 Alicia Vikander – Dziewczyna z portretu
  - Rooney Mara – Carol
  - Rachel McAdams – Spotlight
  - Helen Mirren – Trumbo
  - Kate Winslet – Steve Jobs

- 2016 Viola Davis – Płoty
  - Naomie Harris – Moonlight
  - Nicole Kidman – Lion. Droga do domu
  - Octavia Spencer – Ukryte działania
  - Michelle Williams – Manchester by the Sea

- 2017 Allison Janney – Jestem najlepsza. Ja, Tonya
  - Mary J. Blige – Mudbound
  - Hong Chau – Downsizing
  - Holly Hunter – I tak cię kocham
  - Laurie Metcalf – Lady Bird

- 2018 Emily Blunt – Ciche miejsce
  - Amy Adams – Vice
  - Margot Robbie – Maria, królowa Szkotów
  - Emma Stone – Faworyta
  - Rachel Weisz – Faworyta

- 2019 Laura Dern – Historia małżeńska
  - Scarlett Johansson – Jojo Rabbit
  - Nicole Kidman – Gorący temat
  - Jennifer Lopez – Ślicznotki
  - Margot Robbie – Gorący temat

### 2020−29
- 2020 Yuh-jung Youn – Minari
  - Marija Bakałowa – Kolejny film o Boracie
  - Glenn Close – Elegia dla bidoków
  - Olivia Colman – Ojciec
  - Helena Zengel – Nowiny ze świata